# Vid de Ojeda
Vid de Ojeda är en kommun i Spanien.   Den ligger i provinsen Provincia de Palencia och regionen Kastilien och Leon, i den norra delen av landet, 260 km norr om huvudstaden Madrid. Antalet invånare är 111. Arean är 20,0 kvadratkilometer.
Terrängen i Vid de Ojeda är platt.